# Ejido el Caimancito
Ejido el Caimancito är en ort i Mexiko.   Den ligger i kommunen Navolato och delstaten Sinaloa, i den västra delen av landet, 1 100 km nordväst om huvudstaden Mexico City. Ejido el Caimancito ligger 15 meter över havet och antalet invånare är 464.
Terrängen runt Ejido el Caimancito är mycket platt. Runt Ejido el Caimancito är det ganska tätbefolkat, med 155 invånare per kvadratkilometer. Närmaste större samhälle är General Ángel Flores, 5,0 km öster om Ejido el Caimancito. Omgivningarna runt Ejido el Caimancito är en mosaik av jordbruksmark och naturlig växtlighet.